# Eric H. Houwink
Eric Herman Houwink (* 18. Januar 1929 in Eindhoven; † 4. März 2005 in Vught) war ein niederländischer Chemiker und Biotechnologe.

## Privates
Eric Herman Houwink wurde am 18. Januar 1929 in Eindhoven als Sohn von Roelof Houwink, dem ehemaligen Direktor des Gummiinstituts, geboren. Nach Erlangen seines HBS-B-Diploms studierte er ab 1946 Chemie an der Technische Hochschule Delft (heute: TU Delft) und graduierte dort 1953 bei dem renommierten Albert Jan Kluyver im Bereich der technischen Mikrobiologie (jetzt Biotechnologie). Nach seinem Abschluss leistete er seinen Wehrdienst als Reserveoffizier LTZ3 (Sonderdienste) in der Royal Netherlands Navy ab. Er heiratete am 2. April 1955 die Chemikerin Han „Mity“ Bhik Hwa (* 1926 in Niederländisch-Indien; † 2018), nachdem sich beide während eines gemeinsamen Laborpraktikums an der Technischen Universität Delft kennenlernten. Das Paar hatte zwei Kinder. Nach einem Hirninfarkt starb Houwink im Jahre 2005 in Vught.

## Wirken
Nach seinem Wehrdienst wurde Houwink an das TNO abgeordnet, wo er am Schutz von NATO-Gasmasken für biologische Waffen (in diesem Fall: bakterielle Aerosole) beteiligt war. Im Anschluss arbeitete er von 1957 bis 1975 bei Philips-Duphar (ab 1999 Solvay Pharmaceuticals) als Produktionsleiter für letztlich alle Human- und Veterinärprodukte, einschließlich Impfstoffe. Für die Mitentwicklung eines Impfstoffes gegen die Maul- und Klauenseuche (MKS) wurde er von der KNAW geehrt. Ab 1975 war er bis zu seiner Pensionierung im Jahre 1994 bei Organon in Oss als Leiter des mikrobiologischen Forschungs- und Entwicklungslabors tätig. Dort führten er und seine Kollegen die „Gentechnik“ ein. Damit gelang ihnen in nur wenigen Jahren erfolgreich die ersten gentechnisch veränderten Tierimpfstoffe herzustellen. In den letzten Jahren vor seiner Pensionierung war er internationaler Koordinator für Biotechnologie bei Organon und als solcher auch für die Forschung auf diesem Gebiet in den USA verantwortlich. Parallel zu seiner Arbeit bei Organon war Houwink von 1989 bis 1994 ao. Teilzeit-Professor für industrielle Biotechnologie an der Universität Groningen.
Er war der erste in den Niederlanden, der 1984 einen eigenen Berufskodex aufstellte, um seine Verantwortung für die sozialen Aspekte seiner Arbeit in der Biotechnologie zum Ausdruck zu bringen. Dieses Bewusstsein zeigte sich auch nach seiner Pensionierung, als er im Jahr 1994 beschloss, sich den sozialen Aspekten, der Biosicherheit und der Öffentlichkeitsarbeit im Bereich der Biotechnologie zu widmen. Er war Mitglied und Vorsitzender des Informationskomitees der Public Information Science and Technology Foundation (PWT). 1999 war er noch Mitglied in der Commissie Genetische Modificatie (COGEM), dem höchsten Beratungsgremium des Ministeriums für Wohnungswesen, Raumordnung und Umwelt für den Schutz von Mensch und Umwelt auf dem Gebiet der Gentechnik. Zudem war Houwink von 1994 bis 2004 Vorstandsmitglied der mibiton-Stiftung zur Stärkung der materiellen Infrastruktur für biotechnologische Forschung in den Niederlanden trägt.

## Ehrungen und Auszeichnungen
- DECHEMA-Medaille (1991)[5]
- Academy Medal der Royal Netherlands Academy of Arts and Sciences (2001)
- Ehrenmitglied der Dutch Biotechnology Association